# Панда Кунг-Фу 2
«Панда Кунг-Фу 2» (англ. Kung Fu Panda 2) — американський мультфільм, продовження фільму 2008 року «Панда Кунг-Фу». Реліз відбувся у 3D. Режисер проекту Дженніфер Йюх Нельсон, майже абсолютно увесь акторський склад повертається разом з новими персонажами. Фільм вийшов на екрани у всесвітньому прокаті 26 травня 2011. Спочатку мультфільм мав робочу назву «Панда Кунг-Фу 2: Пандамоніум».
Джек Блек, голос Панди По, повідомив про продовження «Панди Кунг-Фу» на Nickelodeon Kid's Choice Awards 2009 року. Всі актори озвучки першого фільму, включаючи Блека, Дастін Гоффман, Джекі Чан, Анджеліна Джолі, Люсі Лью, Сет Роґен, Девід Кросс та Джеймс Гонґ повернуться з тими самими ролями. Новий склад команди включає Віктора Гарбера, Мішель Йео, Гарі Олдмена, Джеймса Вудса і Жан Клод Ван Дама.

## Сюжет
Давно, у місті Ґонгмен, павичі-правителі винайшли феєрверки для мирних цілей, але їхній син, лорд Шен, виявив, що чорний порох можна використовувати як зброю. Стурбовані його одержимістю, батьки звернулися до провидиці, яка передбачила, що якщо він продовжить свій шлях, його переможе «воїн у чорному й білому». Підслухавши пророцтво, Шен вирішив, що цим воїном буде панда, і, намагаючись уникнути долі, очолив армію вовків, щоб винищити панд по всьому Китаю. Ужахнувшись від скоєного, його батьки вигнали його з міста.
У наші дні Шен та його армія грабують села, збираючи металобрухт для створення гармат, за допомогою яких Шен хоче завоювати Китай. Тим часом По став майстром кунг-фу та разом із Несамовичною П’ятіркою охороняє Долину Спокою. Проте майстер Шифу застерігає його, що той ще не досяг внутрішнього спокою. Коли армія Шена нападає на чергове село, По та П’ятірка дають їм бій. Побачивши символ червоного ока на обладунках ворога, По пригадує момент зі свого дитинства, коли востаннє бачив матір. По звертається до свого прийомного батька, містера Пінга, який зізнається, що знайшов По, коли той був малюком, у ящику з редискою біля свого ресторану, й усиновив його.
Дізнавшись, що Шен убив майстра Громового Носорога — регента міста Ґонгмен, По й П’ятірку відправляють туди. Шен ув’язнює інших регентів — Майстрів Бика та Крока — і захоплює владу в місті, але провидиця постійно нагадує йому про пророцтво.
По прибутті до Ґонгмена По та П’ятірка звільняють Бика й Крока, але ті відмовляються боротися. По й П’ятірка інсценують капітуляцію, підмінивши Богомола фігуркою, поки справжній Богомол визволяє інших. Вони знищують прототип гармати, але По знову бачить знайомий символ на пір’ї Шена, що відволікає його, і Шен утікає, знищивши палац Ґонгмена залпами гармат.
Після втечі Тигриця протистоїть По, і він зізнається, що бачив Шена в той день, коли востаннє бачив своїх біологічних батьків. Тигриця співчуває, але боїться, що брак концентрації погубить По. П’ятірка йде, залишаючи його позаду, щоб не наражати на небезпеку, і прямує знищити завод з виготовлення гармат.
По слідує за ними та стикається з Шеном, випадково руйнуючи план і дозволяючи ворогам захопити П’ятірку. Шен бреше, ніби батьки По його ніколи не любили, й вистрілює в нього з гармати. По, важко поранений, падає в річку й пливе за течією, поки його не рятує провидиця. Вона доглядає його в селі, де він колись жив як немовля, і підштовхує прийняти своє минуле. Досягнувши внутрішнього спокою, По згадує, як його батько відчайдушно обороняв село, а мати сховала його у ящику з редискою й пожертвувала собою, щоб урятувати сина.
Зміцнілий духом По повертається до Ґонгмена. Шен тим часом пливе по річці з армією й флотом. По визволяє П’ятірку, й разом із Майстрами Биком, Кроком і Шифу знищує передові кораблі та зупиняє армію. Шен стріляє з гармати по власних військах, щоб звільнити собі шлях.
Усі поранені, окрім По, який один протистоїть Шену. Використовуючи навички, здобуті завдяки внутрішньому спокою, По відбиває гарматні ядра назад у флот. Він знищує всі кораблі, а останнє ядро спрямовує назад у флагман Шена, що вибухає.
На уламках корабля По пропонує Шену пощаду, але той відмовляється та атакує списом. У ході бою Шен випадково рве канати, що тримають зруйновану гармату, і вона падає на нього, вбиваючи.
Шифу й П’ятірка вітають По з перемогою, і всі повертаються до Долини Спокою. По підтверджує свою любов і вірність містеру Пінгу як прийомному батькові. Тим часом у таємному селі панд у горах виявляється, що біологічний батько По пережив геноцид і відчуває, що його син живий.

## Показ в Україні
В Україні дистриб'ютором фільму є компанія B&H. Дата українського релізу збігається зі світовим.
Як і у першому фільмі, у Панді Кунг-Фу 2 були перекладені написи, наприклад заголовок "Панда Кунг-Фу 2" напочатку. В такому варіанті фільм демонструвався у кінотеатрах. Для двох міжнародних трейлерів також було зроблено повний дубляж українською та перекладені рухомі написи. У мережі, на сайті YouTube трейлери з'явилися 7 грудня 2010 року та 10 березня 2011 на каналі дистриб'ютора B&H.
Перекладом мультфільму займався Олекса Негребецький. Він же працював і над першою частиною. Режисер дубляжу — Ольга Фокіна. Дубльовано було "Панду Кунг-Фу 2" на студії Postmodern.

## Ролі озвучили
| Актор            | Роль                     | Тварина                  |
| ---------------- | ------------------------ | ------------------------ |
| Джек Блек        | По                       | велика панда             |
| Гарі Олдмен      | Шень                     | павич                    |
| Дастін Гоффман   | Майстер Шифу             | мала панда               |
| Анджеліна Джолі  | Тигриця                  | південно-китайський тигр |
| Джекі Чан        | Мавпа                    | золотий лангур           |
| Сет Роґен        | Богомол                  | богомол китайський       |
| Девід Кросс      | Журавель                 | японський журавель       |
| Люсі Лью         | Гадюка                   | гадюка                   |
| Мішель Йео       | віщунка                  | коза                     |
| Джеймс Хонг      | містер Пінг              | пекінська качка          |
| Денніс Гейсберт  | Майстер Штормовий Віл    | водяний буйвіл           |
| Жан Клод Ван Дам | Майстер Крок             | китайський алігатор      |
| Віктор Ґарбер    | Майстер Громовий Носоріг | носоріг яванський        |
| Денні Макбрайд   | вовк-вожак               | вовк                     |
| Лорен Том        | вівця-продавчиня         | вівця                    |

### Український дубляж
- Юрій Ребрик — По
- Андрій Твердак — Шень
- Богдан Ступка — Майстер Шифу
- Катерина Сергеєва — Тигриця
- Андрій Самінін — Мавпа
- Анатолій Пашнін — Богомол
- Володимир Голосняк — Журавель
- Ірина Ткаленко — Гадюка
- Лариса Руснак — віщунка
- Микола Луценко — містер Пінг
- Анатолій Барчук — Майстер Штормовий Віл
- Михайло Войчук — Майстер Крок
- Микола Боклан — Майстер Громовий Носоріг
- Андрій Мостренко — вовк-вожак

## Сюжет
Воїн Дракона По щасливий, живе в Долині Миру і охороняє її разом зі своїми друзями, майстрами кунг-фу, легендарними воїнами: Тигрицею, Мавпою, Богомолом, Гадюкою і Журавлем.
Але прекрасному життю По загрожує поява імператорського опального сина, небезпечного лиходія, павича Лорда Шеня, та його війська, які планують використовувати секретну вогнепальну зброю, щоб завоювати країну, з якої він був вигнаний батьками за пристрасть до руйнівної сторони пороху. Віщунка передбачила, що, врешті-решт, його переможе Чорно-білий Воїн. Дізнавшись про свою долю, Шень, бажаючи змінити її, здійснює геноцид панд. Після цього батьки вигнали його з міста Гунмень. Шень поклявся повернутися і помститися, змусивши весь Китай встати перед ним навколішки. Увесь час вигнання Шень разом з легіоном вовків перебував у піротехнічному заводі, де виготовляв «чудо-зброю». Через брак металу Шень посилає вовків у найвіддаленіші села, щоб ті поцупили звідти метал. Вовки нападають на села Музикантів та крадуть звідти весь метал. Але вчасно прибувають По і Несамовита П'ятірка, і починається битва. Уже в самому розпалі битви, коли, здавалося б, По вже неможливо зупинити, у нього виникає хвилина слабкості, оскільки він випадково помітив на мундирах Генерала Вовка (ватажка вовків) червоне око, яке нагадало йому про його матір. Вовки, користуючись хвилиною слабкості, ховаються з вкраденим металом. Будучи в непорозумінні та деякому розпачі, По прямує до свого прийомного батька - гусака пана Піна і запитує в нього, звідки він узявся. Пан Пін розповідає По, що той знайшов його в день доставки овочів у кошику з редискою (хоча там і редиски не залишилося). Але навіть після розповіді у По все одно залишилося кілька питань, і одне з них - хто він такий.
Через 20 років після вигнання, Шень повертається в Гунмень, щоб помститися всім і захопити весь Китай, убивши головного героя міста - Майстра Носорога Громовержця, сина легендарного Летючого Носорога, з «чудо-зброї» (гармати), при цьому захопивши владу в місті. Про це вбивство дізнаються По з Несамовитою п'ятіркою, і майстер Шифу посилає їх урятувати Китай та саме існування кунг-фу.
Зайнявши будинок предків, Шень думає, що все йде за його планом, однак його мрії руйнує Генерал Вовк словами, що він бачив панду (тобто, По). Шень посилає всіх вовків на пошуки панди. По і Несамовита п'ятірка прибувають в Гунмень і в «режимі невидимки» намагаються дістатися до башти так, щоб їх не помітили вовки. Овечка, яку вони врятували від одного з вовків, повідомляє їм про те, що ще живі учні покійного Майстра Носорога Громовержця - майстри Бурхливий Бик і Крок, але вони знаходяться в міській в'язниці. Дивом сховавшись від вовків, герої пробираються у в'язницю та звільняють Бика з Кроком, однак ті відмовляються їм допомагати. Тим часом вовки знаходять По і П'ятірку, але Мавпа і Журавель несподівано перебивають вовків (їх було всього лише двоє), а Генерал Вовк тікає. По кидається за ним в гонитву, однак наздоганяє його просто під вежею, де вовки і Шень давно чекали його і П'ятірку. По розбиває модель «чудо-зброї» і відразу ж потрапляє під дуло справжньої. Генерал Вовк вже був готовий вистрілити, але щоразу, коли він підпалював отвір для потрапляння вогню в пушку, він постійно згасав. Виявляється, весь цей час Богомол вилучав звідти вогонь, а у клітці, в якій, на думку П'ятірки, вовків і Шеня, знаходився Богомол, насправді перебувала фігурка Богомола, що точно збігається з розмірами самого Богомола. Скориставшись моментом, Гадюка відкриває хвостом отвір для ключів в кайданах у Тигриці, Тигриця звільняє інших, разом з Богомолом руйнує «чудо-зброю», По ловить Шеня, який намагався втекти, але знову у По виникає хвилина слабкості - у Шеня на пір'ї хвоста теж були ті червоні очі. Скориставшись цим, Шень відлітає на піротехнічний завод і з допомогою гармат (як виявилося, у нього їх було декілька, крім «диво-зброї») руйнує вежу. По і Несамовита П'ятірка встигають урятуватися і ховаються у в'язниці Гунменя. Тим часом Шень скликав усіх вовків, щоб ті готувалися до відплиття (завантажували всі гармати на кораблі).
Відчуваючи повну безпеку, Тигриця залишає По у в'язниці, а сама з Богомолом, Мавпою, Журавлем і Гадюкою йде. Однак панда потайки йде за ними. П'ятірка вирішує зруйнувати завод. План проходить успішно, але Тигриця помічає По всередині заводу та біжить його рятувати. Тим часом По заганяє в глухий кут Шеня, однак знову наступає на ті ж граблі й потрапляє під дуло ще однієї гармати. Шень вистрілює з неї у По, і той разом з ядром вилітає з заводу і падає у річку. Його рятує Віщунка, яку Шень звільнив, перед тим як П'ятірка штурмувала завод.
По приходить до тями в палаті Віщунки, яка йому повідомляє, що врятувала його для того, щоб він виконав своє призначення. Палата Віщунки перебувала в колишньому селі панд, і По, відчуваючи, що він знає, де знаходиться, запитує у Віщунки подробиці. З її розповіді він з'ясовує, що внаслідок передбачення про подальшу перемогу Чорно-білого воїна, Шень спалив село і вбив усіх панд. Здобувши внутрішній спокій, По також знаходить упевненість в тому, що зможе перемогти Шеня.
Шень тим часом пропливав по каналу до гавані з полоненою Несамовитою п'ятіркою. Але По встигає йому перешкодити. Він звільняє П'ятірку, разом вони починають битву з вовками. До них незабаром приєднуються майстри Бурхливий Бик і Крок. За наказом слідом прибулого майстра Шифу (який, до речі, переконав майстра Бика і Крока допомогти його учням), По і Несамовита П'ятірка також встигають перекрити фарватер човнами вовків. Вони вже майже наздоганяють Шеня, як раптом той одним пострілом збиває усіх і відкриває вихід у гавань. П'ятірка, Бик, Крок і Шифу слабшають, а По продовжує битися з Шенем. Завдяки техніці внутрішнього спокою По перемагає, на його честь у місті запускають феєрверки. 
По повертається додому, до пана Піна, у якого була проблема - у його локшинній сім'я свиней збиралася відзначати день народження сина, який як подарунок хотів познайомитися з Воїном Дракона.
У кінці фільму з'являються кадри про таємне селище панд. Один дорослий панда піднімає голову і вимовляє: «Мій син живий!»